# كريستابس غريبيس
كريستابس غريبيس (باللاتفية: Kristaps Grebis) (مواليد 13 ديسمبر 1980 في لييبايا) لاعب كرة قدم لاتفي دولي يجيد اللعب في خط الهجوم. يلعب حاليا لصالح نادي ليباباس ميتالورغس اللاتفي منذ 2008.

## المسيرة المهنية
بدأ غريبيس مسيرته المهنية عام 2000 مع نادي لييباياس ميتالورغس اللاتفي، وشارك معه في 7 مباريات سجل فيها هدفاً واحداً، ثم انتقل في 2001 إلى ريغا، وعاد من جديد إلى ليباياس ميتالورغس في 2002، وظل معه لمدة 4 سنوات حتى انتقل في 2006 إلى أكسفورد يونايتد الإنجليزي، إلا أنه تم إلغاء عقده مع النادي بالتراضي. وانضم بعدها لنادي فنتسبليس، ثم عاد في 2008 إلى ناديه الأول ليباياس ميتالورغس، وشارك معه في 63 مباراة سجل فيها 48 هدفاً، وظل مع النادي لمدة عامين. حصل على لقب الهداف في 2009 في الدوري اللاتفي بإحرازه 30 هدفاً. في فبراير 2011 انتقل للعب في صفوف أيل ليماسول القبرصي، إلا أنه لم يبق في قبرص طويلاً، حيث تخلى عنه النادي بعد 4 أيام فقط بدعوى وجود مشاكل في القلب لدى غريبيس، لكن بعد أن ثبت عدم وجود مشاكل في القلب لديه، قال النادي أن ذلك كان بسبب عدم رغبة المدرب في انضمام غريبيس للنادي. بعدها بأسبوع وقع لنادي كاباز الأذربيجاني، ولعب معه في الدوري الأذربيجاني الممتاز. في يوليو 2011 انتقل غريبيس إلى سيمرغ الأذربيجاني، ثم غادره في أغسطس 2012 إلى فيكتوريا برلين الألماني، ثم تركه في فبراير 2013 بعد أن لعب مع النادي 5 مباريات، ووقع لنادي داوغافا، ولعب معه 9 مباريات، سجل فيها هدفاً واحداً، قبل أن ينضم إلى جورمالا في يوليو 2013،. في 2014 انتقل غريبيس إلى نادي ليبايا المؤسس حديثا وقتها، ومازال يلعب في صفوفه إلى الآن.

## المسيرة مع المنتخب
كان أول ظهور لغريبيس مع المنتخب في 2008، ولعب معه 13 مباراة سجل فيها هدفين.

## وصلات خارجية
- كريستابس غريبيس على موقع قاعدة بيانات كرة القدم.إي يو (الإنجليزية)
- كريستابس غريبيس على موقع ناشيونال فوتبول تيمز (الإنجليزية)
- كريستابس غريبيس على موقع Soccerbase.com (لاعب) (الإنجليزية)
- كريستابس غريبيس على موقع Soccerway.com (الإنجليزية)
- كريستابس غريبيس على موقع عالم كرة القدم.نت (الإنجليزية)
- Soccerway profile